# Neung-sur-Beuvron
Neung-sur-Beuvron is een gemeente in het Franse departement Loir-et-Cher (regio Centre-Val de Loire). De plaats maakt deel uit van het arrondissement Romorantin-Lanthenay. Neung-sur-Beuvron telde op 1 januari 2022 1.263 inwoners.

## Geografie
De oppervlakte van Neung-sur-Beuvron bedroeg op 1 januari 2022 63 vierkante kilometer; de bevolkingsdichtheid was toen 20 inwoners per km².
De onderstaande kaart toont de ligging van Neung-sur-Beuvron met de belangrijkste infrastructuur en aangrenzende gemeenten.

## Demografie
Onderstaande figuur toont het verloop van het inwonertal (bron: INSEE-tellingen).